# Жигалин, Вячеслав Владимирович
Вячесла́в Влади́мирович Жигалин (27 февраля 1950 года) — советский фигурист, бронзовый призёр чемпионата Европы 1970 года, чемпион СССР 1972 года, серебряный призёр чемпионатов СССР 1969—1971 и 1973 годов в танцах на льду. Мастер спорта СССР международного класса.
Выступал в паре с Татьяной Войтюк и Лидией Караваевой.

## Спортивные достижения
(c Лидией Караваевой)
| Соревнования/Сезоны | 1977 |
| ------------------- | ---- |
| Чемпионаты СССР     | 4    |

(с Татьяной Войтюк)
| Соревнования/Сезоны | 1969 | 1970 | 1971 | 1972 | 1973 |
| ------------------- | ---- | ---- | ---- | ---- | ---- |
| Чемпионаты мира     | 14   | 4    | 5    | 5    | 5    |
| Чемпионаты Европы   | 10   | 3    | 4    | 5    | 5    |
| Чемпионаты СССР     | 2    | 2    | 2    | 1    | 2    |